# Роберт Страуд
Роберт Франклін Страуд (англ. Robert Franklin Stroud; 28 січня 1890, Сієтл, штат Вашингтон, США — 21 листопада 1963, Медичний центр федеральних ув'язнених, Спрінгфілд, Міссурі, США) — американський злочинець, більш відомий як «Птахолов з Алькатраса». Перебуваючи в ув'язненні, знайшов свою втіху і покликання в ловлі і продажу птахів. Відбував покарання у Алькатрасі. Незважаючи на прізвисько, він ніколи не тримав птахів у Алькатрасі і займався цим лише до тих пір, поки його не перевели в Алькатрас з Лівенуорта.

## Біографія

### Молодість
Роберт Франклін Страуд народився в Сіетлі (штат Вашингтон), у подружжі Елізабет і Бена Страуд, ставши їх першою дитиною. Страуд пішов з дому в ранньому віці і до 1908 року вже перебував у прикордонному місті Кордова (штат Аляска). Там він познайомився з 36-річною Кітті О'Брайан. Вона працювала конферансьє танцювального залу, а в інший час займалася проституцією. У них зав'язалися стосунки і в листопаді вони рушили в Джуліано.

### Арешт, суд і ув'язнення
Страуда заарештували за підозрою у вбивстві Чарлі фон Дамера. При затриманні у нього знайшли гаманець фон Дамера. За словами Страуда, 18 січня 1909 року він був на роботі, а його знайому Кітті зґвалтував і сильно побив Чарлі фон Дамер. І коли він повернувся з роботи, то накинувся на фон Дамера. Скінчилася бійка смертю фон Дамера від вогнепального поранення. Однак, згідно з поліцейським рапортом, Кітті продовжувала займатися проституцією і після її прибуття в Джуліано, а Страуд був її сутенером. З рапорту випливало, що Страуд побив непритомного фон Дамера, потім застрелив його впритул і забрав його гаманець. І хоча мати Страуда, Елізабет, найняла хорошого адвоката для сина, 23 серпня 1909 він був звинувачений у вбивстві і засуджений до 12 років у виправній колонії на острові Макнейл.

### Життя в тюрмі
5 вересня 1912 Страуда було засуджено до додаткових шести місяців за конфлікт з тюремними лікарями і переведено до в'язниці Лівенуорт, в штаті Канзас. У Лівенуорті охоронці в тюремній їдальні зробили Страуду зауваження за невелике порушення правил. І хоча порушення не було серйозним, через нього, ймовірно, скасували побачення Страуда з його молодшим братом, якого він не бачив вісім років. Щоб помститися, 26 березня 1916 року Страуд заколов охоронця Ендрю Тернера. За це 27 травня Страуда засудили до страти через повішення і перевели до камери смертників. Верховний суд США скасував смертний вирок і призначив перегляд справи на травень 1918 року. 28 червня того ж року Страуда знову засудили до смерті і виконання вироку призначили на 23 квітня 1920 року.
Але мати Страуда написала президенту Вудро Вільсону і його дружині Едіт Боллінг Вільсон, які скасували страту. Вирок Страуда змінили на довічне ув'язнення.

### Історія прізвиська
Під час ув'язнення в Лівенуорті Страуд підібрав у тюремному дворі трьох поранених горобців і взяв їх собі. Горобці розважали його, а він про них піклувався. Незабаром горобці одужали і полетіли, а Страуд зайнявся канарками. Але начальник в'язниці ненавидів Страуда за вбивство охоронця і не дозволяв йому тримати птахів.
Незабаром начальник в'язниці змінився, і нова адміністрація віднесла Страуда до зразкових ув'язнених. Вони забезпечили Страуда клітками, кормами, книгами та іншим, щоб він міг займатися улюбленою справою. Колекція Страуда сильно розрослася, він написав дві книги, які були видані і користувалися популярністю у читачів.

### Ув'язнення в Алькатрасі

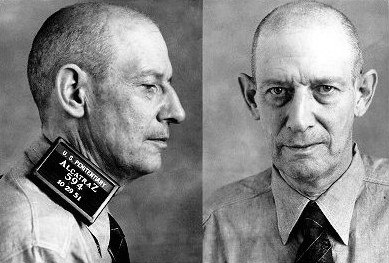
Роберт Страуд в Алькатрасі (29 жовтня 1951 р.)

Страуд був переведений в Алькатрас 19 грудня 1942 року. В Алькатрасі Страуд шість років просидів у камері, і ще 11 років в тюремній лікарні. Йому був даний доступ до тюремної бібліотеки і Страуд почав вивчати юриспруденцію. З новими знаннями, Страуд став подавати одне за іншим прохання про зменшення терміну його ув'язнення. У 1959 році через сильне погіршення здоров'я Страуда перевели в Медичний центр федеральних ув'язнених у Спрінгфілді, Міссурі. Усі прохання Страуда були відхилені і 21 листопада 1963 року Роберт Франклін Страуд помер у спрінгфілдській лікарні у 73-річному віці після 54 років позбавлення волі.

## В культурі
У 1956 році письменник Томас Геддіс написав про Роберта Страуда книгу «Птахолов з Алькатраса», що стала бестселером у США, а через п'ять років кінорежисер Джон Франкенгаймер зняв по ній однойменний фільм з Бертом Ланкастером в головній ролі. У 1962 році цей фільм став призером на Міжнародному кінофестивалі у Венеції.
У 1974 році вірменський письменник Перч Зейтунцян, у майбутньому міністр культури Вірменії, написав п'єсу «Найсумніша людина» на основі історії Стауда.

## Цитати
Треба, говорив Страуд, всім ув'язненим видати ножі. Озброєні люди — ввічливі люди, говорив Страуд. Всі ув'язнені будуть в курсі, що тепер не можна нікому грубіянити — адже у всіх при собі ножі. Ледве що не так — відразу перо в бік! І ось тоді — і лише тоді! — говорив Страуд, у в'язниці запанує порядок і спокій.

## Книги Страуда
- «Довідник по хворобах канарок» (англ. Diseases of Canaries)
- «Погляд зсередини» — не опублікована